# Arachosia dubia
Arachosia dubia là một loài nhện trong họ Anyphaenidae.
Loài này thuộc chi Arachosia. Arachosia dubia được Lucien Berland miêu tả năm 1913.